# Parviterebra brazieri
Parviterebra brazieri is een slakkensoort uit de familie van de Columbellidae. De wetenschappelijke naam van de soort is voor het eerst geldig gepubliceerd in 1875 door Angas.